# Centro de Pesquisas Folclóricas Piá do Sul
O Centro de Pesquisas Folclóricas Piá do Sul, ou simplesmente CPF Piá do Sul, é um centro de pesquisas folclóricas da cidade de Santa Maria, no Estado do Rio Grande do Sul. A primeira Roda de Chimarrão do Centro de Pesquisas Folclóricas (CPF) Piá do Sul foi realizada próximo à Semana Farroupilha de 1959, e nesse encontro foi fundado o espaço coletivo de resgate da história, costumes e folclore do Rio Grande do Sul.
Seu nome é uma homenagem a Félix Contreiras Rodrigues. Apesar do nome que o diferencia da maioria das entidades tradicionalistas gaúchas filiadas ao Movimento Tradicionalista Gaúcho (MTG), sua estrutura é basicamente semelhante a de um Centro de Tradições Gaúchas (CTG).

## Localização
Localiza-se na Rua Justino Couto, 179, Vila Lameira, bairro Duque de Caxias, no distrito da Sede.

## Reconhecimento
O CPF Piá do Sul é normalmente reconhecido por ser o segundo maior campeão da principal categoria Danças Tradicionais (1998, 1999, 2003 e 2017) do Encontro de Artes e Tradição Gaúcha, o maior evento de arte amadora da América Latina, motivo pelo qual ostenta quatro estrelas em seu logo.